# Achievement Medal
L’Achievement Medal est une décoration militaire des États-Unis d’Amérique.

## Historique
Cette décoration fut créée pour récompenser des personnels subalternes de l’armée américaine qui n’étaient pas éligibles pour recevoir une médaille supérieure dans l’ordre de préséance, telles que la Commendation Medal ou la Meritorious Service Medal.
Chacune des cinq branches des forces armées américaines dispose de sa propre version. Cette décoration est généralement décernée à des officiers subalternes et militaires du rang de l’armée américaine, pour leur conduite exemplaire. L’attribution de cette médaille est laissée à la discrétion des commandants au niveau local.
L’U.S. Navy a été la première composante des forces armées américaines à se voir doter de cette décoration, en 1961. L’intitulé de la médaille était au départ Secretary of the Navy Commendation for Achievement Medal, mais il fut raccourci en 1967 à Navy Achievement Medal. En 1994, l’intitulé devint Navy and Marine Corps Achievement Medal afin d’intégrer les marines qui avaient reçu la décoration (comme pour la Commendation Medal).
Encore aujourd’hui, l’Achievement Medal est surnommée « NAM », pour Navy Achievement Medal.
Les garde-côtes ont créé leur version de la médaille en 1967. En revanche, la version de l’U.S. Army et de l’U.S. Air Force fut instituée seulement en 1981, tandis que celle des services communs (Joint Service) fut créée en 1983.
Les personnels qui reçoivent plusieurs fois l’Achievement Medal sont signalés par le port d’agrafes spécifiques, sur le modèle de la Commendation Medal : des feuilles de chêne aux échelons argent ou bronze dans l’U.S. Army, et des étoiles aux échelons or ou argent dans l’U.S. Navy et dans les Garde-côtes. L’agraphe V (Valor) peut également être décernée pour toutes les branches de l’armée, ainsi que l’agrafe O pour Operational Distinguishing Device (agrafe de distinction pour une opération). Après le 11 septembre 2001, la version de l’U.S. Army peut être attribuée dans une zone de combat, mais pour des actes qui ne sont pas nécessairement des actes de guerre.
Cette décoration a été attribuée à des militaires français pour des opérations menées conjointement avec l'armée américaine en Afghanistan et en Irak.

## Législation
Tout faux en écriture, toute demande indue de la décoration, tout achat illégal, ou vente illégale, tout commerce, fabrication, envoi, publicité import ou export non autorisé d’une décoration militaire américaine est un crime fédéral passible de six mois de prison et d’une amende de 5 000 $.

## Sources
- (en) Cet article est partiellement ou en totalité issu de l’article de Wikipédia en anglais intitulé « Achievement Medal » (voir la liste des auteurs).